# Eiskunstlauf-Europameisterschaften 2009

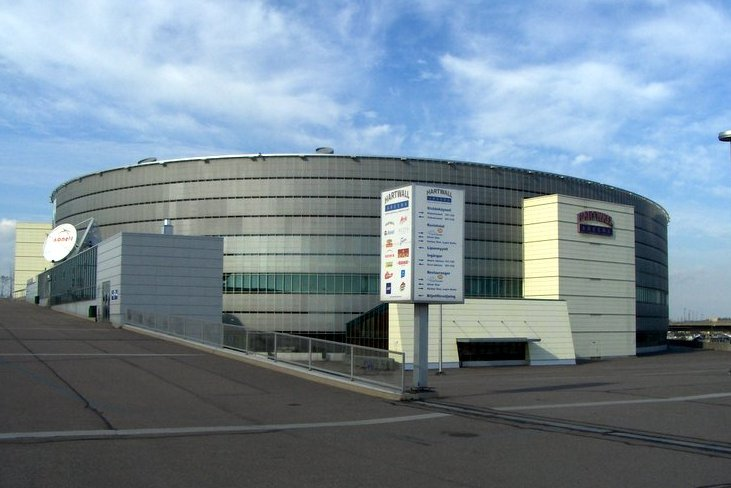
Hartwall Arena in Helsinki, Austragungsort der Europameisterschaften

Die 101. Eiskunstlauf-Europameisterschaften fanden vom 20. bis 25. Januar 2009 in der Hartwall Arena im finnischen Helsinki statt.

## Bilanz

### Medaillenspiegel
| Platz | Land                   | Gold | Silber | Bronze | Gesamt |
| ----- | ---------------------- | ---- | ------ | ------ | ------ |
| 1     | Russland               | 1    | 1      | 1      | 3      |
| 2     | Finnland               | 1    | –      | 1      | 2      |
| 3     | Deutschland            | 1    | –      | –      | 1      |
| 3     | Frankreich             | 1    | –      | –      | 1      |
| 5     | Italien                | –    | 3      | –      | 3      |
| 6     | Belgien                | –    | –      | 1      | 1      |
| 6     | Vereinigtes Königreich | –    | –      | 1      | 1      |

### Medaillengewinner
| Konkurrenz | Gold                              | Silber                            | Bronze                            |
| ---------- | --------------------------------- | --------------------------------- | --------------------------------- |
| Herren     | Brian Joubert                     | Samuel Contesti                   | Kevin van der Perren              |
| Damen      | Laura Lepistö                     | Carolina Kostner                  | Susanna Pöykiö                    |
| Paare      | Aljona Savchenko / Robin Szolkowy | Juko Kawaguti / Alexander Smirnow | Marija Muchortowa / Maxim Trankow |
| Eistanz    | Jana Chochlowa / Sergei Nowizki   | Federica Faiella / Massimo Scali  | Sinead Kerr / John Kerr           |

## Ergebnisse
- Pkt. = Punkte
- KP = Kurzprogramm
- K = Kür
- OT = Originaltanz
- PT = Pflichttanz

### Herren

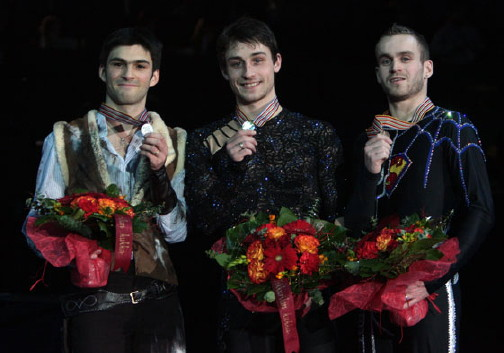
Podium der Herren; von links: Contesti, Joubert, van der Perren

| Platz                             | Sportler               | Land                    | Pkt.   | KP | K  |
| --------------------------------- | ---------------------- | ----------------------- | ------ | -- | -- |
| 1                                 | Brian Joubert          | Frankreich              | 232,01 | 1  | 2  |
| 2                                 | Samuel Contesti        | Italien                 | 220,92 | 3  | 3  |
| 3                                 | Kevin van der Perren   | Belgien                 | 219,36 | 4  | 4  |
| 4                                 | Yannick Ponsero        | Frankreich              | 219,30 | 9  | 1  |
| 5                                 | Alban Préaubert        | Frankreich              | 212,22 | 5  | 5  |
| 6                                 | Tomáš Verner           | Tschechien              | 207,98 | 2  | 7  |
| 7                                 | Andrei Lutai           | Russland                | 200,57 | 8  | 6  |
| 8                                 | Kristoffer Berntsson   | Schweden                | 186,15 | 7  | 10 |
| 9                                 | Sergei Woronow         | Russland                | 184,96 | 6  | 13 |
| 10                                | Michal Březina         | Tschechien              | 183,19 | 17 | 8  |
| 11                                | Javier Fernández López | Spanien                 | 182,91 | 12 | 11 |
| 12                                | Jamal Othman           | Schweiz                 | 178,79 | 20 | 9  |
| 13                                | Artjom Borodulin       | Russland                | 175,99 | 15 | 12 |
| 14                                | Ari-Pekka Nurmenkari   | Finnland                | 170,88 | 10 | 19 |
| 15                                | Peter Liebers          | Deutschland             | 170,85 | 14 | 16 |
| 16                                | Igor Macypura          | Slowakei                | 169,76 | 19 | 14 |
| 17                                | Przemysław Domański    | Polen                   | 165,24 | 16 | 18 |
| 18                                | Adrian Schultheiss     | Schweden                | 164,27 | 11 | 21 |
| 19                                | Anton Kowalewskyj      | Ukraine                 | 164,03 | 13 | 20 |
| 20                                | Clemens Brummer        | Deutschland             | 159,58 | 22 | 17 |
| 21                                | Gregor Urbas           | Slowenien               | 157,98 | 24 | 15 |
| 22                                | Alexander Majorov      | Schweden                | 152,03 | 18 | 23 |
| 23                                | Boris Martinec         | Kroatien                | 150,80 | 21 | 22 |
| 24                                | Elliot Hilton          | Vereinigtes Königreich  | 139,69 | 23 | 24 |
| Nicht für das Finale qualifiziert |                        |                         |        |    |    |
| 25                                | Ruben Blommaert        | Belgien                 | 049,14 | 25 |    |
| 26                                | Maxim Shipow           | Israel                  | 048,39 | 26 |    |
| 27                                | Kutay Eryoldaş         | Türkei                  | 048,19 | 27 |    |
| 28                                | Damjan Ostojič         | Bosnien und Herzegowina | 047,09 | 28 |    |
| 29                                | Viktor Pfeifer         | Österreich              | 045,65 | 29 |    |
| 30                                | Georgi Kentschadse     | Bulgarien               | 043,66 | 30 |    |
| 31                                | Alexander Kazakow      | Belarus                 | 042,70 | 31 |    |
| 32                                | Dmitri Kagirow         | Belarus                 | 041,94 | 32 |    |
| 33                                | Tomi Pulkkinen         | Finnland                | 041,84 | 33 |    |
| 34                                | Zoltán Kelemen         | Rumänien                | 041,74 | 34 |    |
| 35                                | Tigran Vardanjan       | Ungarn                  | 039,46 | 35 |    |
| 36                                | Boyito Mulder          | Niederlande             | 039,39 | 36 |    |
| 37                                | Saulius Ambrulevičius  | Litauen                 | 036,96 | 37 |    |
| 38                                | Beka Schanqulaschwili  | Georgien                | 036,31 | 38 |    |
| 39                                | Gegham Vardanyan       | Armenien                | 033,37 | 39 |    |

### Damen

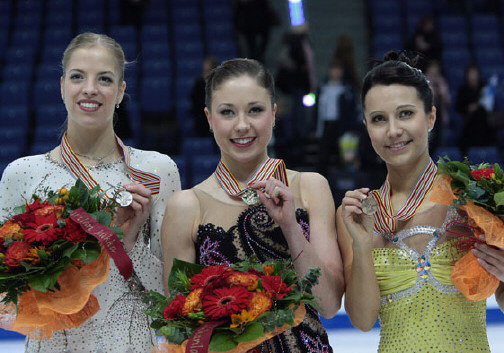
Podium der Damen; von links: Kostner, Lepistö, Pöykiö

| Platz                             | Sportlerin            | Land                   | Pkt.   | KP | K  |
| --------------------------------- | --------------------- | ---------------------- | ------ | -- | -- |
| 1                                 | Laura Lepistö         | Finnland               | 167,32 | 1  | 2  |
| 2                                 | Carolina Kostner      | Italien                | 165,42 | 3  | 1  |
| 3                                 | Susanna Pöykiö        | Finnland               | 156,31 | 2  | 3  |
| 4                                 | Aljona Leonowa        | Russland               | 143,99 | 11 | 4  |
| 5                                 | Kiira Korpi           | Finnland               | 139,01 | 7  | 6  |
| 6                                 | Katarina Gerboldt     | Russland               | 137,05 | 5  | 8  |
| 7                                 | Annette Dytrt         | Deutschland            | 136,98 | 12 | 5  |
| 8                                 | Júlia Sebestyén       | Ungarn                 | 134,47 | 14 | 7  |
| 9                                 | Jenna McCorkell       | Vereinigtes Königreich | 131,42 | 4  | 12 |
| 10                                | Tuğba Karademir       | Türkei                 | 130,85 | 9  | 10 |
| 11                                | Ivana Reitmayerová    | Slowakei               | 130,20 | 6  | 11 |
| 12                                | Jelena Glebova        | Estland                | 128,36 | 13 | 9  |
| 13                                | Candice Didier        | Frankreich             | 124,07 | 16 | 13 |
| 14                                | Nella Simaowa         | Tschechien             | 120,61 | 10 | 17 |
| 15                                | Francesca Rio         | Italien                | 119,61 | 17 | 15 |
| 16                                | Stefania Berton       | Italien                | 118,97 | 18 | 16 |
| 17                                | Viktoria Helgesson    | Schweden               | 118,39 | 24 | 14 |
| 18                                | Teodora Poštič        | Slowenien              | 114,95 | 15 | 18 |
| 19                                | Iryna Mowtschan       | Ukraine                | 111,52 | 8  | 20 |
| 20                                | Kerstin Frank         | Österreich             | 104,92 | 22 | 19 |
| 21                                | Karly Robertson       | Vereinigtes Königreich | 104,44 | 21 | 21 |
| 22                                | Manouk Gijsman        | Niederlande            | 103,28 | 19 | 22 |
| 23                                | Sonia Lafuente        | Spanien                | 101,70 | 20 | 23 |
| 24                                | Isabelle Pieman       | Belgien                | 096,64 | 23 | 24 |
| Nicht für das Finale qualifiziert |                       |                        |        |    |    |
| 25                                | Elene Gedewanischwili | Georgien               | 037,20 | 25 |    |
| 26                                | Nicole Graf           | Schweiz                | 036,04 | 26 |    |
| 27                                | Roxana Luca           | Rumänien               | 035,40 | 27 |    |
| 28                                | Noemie Silberer       | Schweiz                | 035,18 | 28 |    |
| 29                                | Erle Harstad          | Norwegen               | 034,66 | 29 |    |
| 30                                | Emma Hagieva          | Aserbaidschan          | 033,96 | 30 |    |
| 31                                | Katherine Hadford     | Ungarn                 | 033,76 | 31 |    |
| 32                                | Žanna Pugača          | Lettland               | 030,90 | 32 |    |
| 33                                | Sonia Radewa          | Bulgarien              | 030,64 | 33 |    |
| 34                                | Mirna Librić          | Kroatien               | 027,96 | 34 |    |
| 35                                | Karina Johnson        | Dänemark               | 027,54 | 35 |    |
| 36                                | Beatričė Rožinskaitė  | Litauen                | 027,22 | 36 |    |
| 37                                | Julia Sheremet        | Belarus                | 026,56 | 37 |    |
| 38                                | Clara Peters          | Irland                 | 025,82 | 38 |    |
| 39                                | Maria Papasotiriou    | Griechenland           | 025,28 | 39 |    |
| 40                                | Ani Vardanyan         | Armenien               | 018,62 | 40 |    |
| Z                                 | Jenna Syken           | Israel                 |        |    |    |

- Z = Zurückgezogen

### Paare

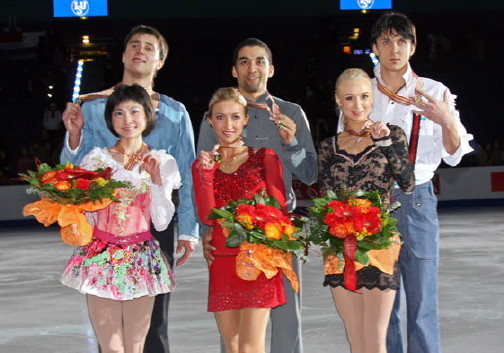
Podium der Paarläufer; von links: Kawaguti / Smirnow, Savchenko / Szolkowy, Muchortowa / Trankow

| Platz                             | Sportler                                    | Land                   | Pkt.   | KP | K  |
| --------------------------------- | ------------------------------------------- | ---------------------- | ------ | -- | -- |
| 1                                 | Aljona Savchenko / Robin Szolkowy           | Deutschland            | 199,07 | 2  | 1  |
| 2                                 | Juko Kawaguti / Alexander Smirnow           | Russland               | 182,77 | 3  | 2  |
| 3                                 | Marija Muchortowa / Maxim Trankow           | Russland               | 182,07 | 1  | 4  |
| 4                                 | Tatjana Wolossoschar / Stanislaw Morosow    | Ukraine                | 171,34 | 4  | 3  |
| 5                                 | Ljubow Iljuschetschkina / Nodari Maisuradse | Russland               | 147,84 | 5  | 5  |
| 6                                 | Nicole Della Monica / Yannick Kocon         | Italien                | 135,33 | 8  | 6  |
| 7                                 | Erica Risseeuw / Robert Paxton              | Vereinigtes Königreich | 129,78 | 10 | 7  |
| 8                                 | Maylin Hausch / Daniel Wende                | Deutschland            | 129,67 | 9  | 8  |
| 9                                 | Adeline Canac / Maximin Coia                | Frankreich             | 129,06 | 7  | 10 |
| 10                                | Vanessa James / Yannick Bonheur             | Frankreich             | 127,71 | 12 | 9  |
| 11                                | Stacey Kemp / David King                    | Vereinigtes Königreich | 127,47 | 6  | 11 |
| 12                                | Anaïs Morand / Antoine Dorsaz               | Schweiz                | 120,62 | 11 | 13 |
| 13                                | Marika Zanforlin / Federico Degli Esposti   | Italien                | 118,52 | 15 | 12 |
| 14                                | Maria Sergejeva / Ilja Glebov               | Estland                | 117,00 | 13 | 14 |
| 15                                | Joanna Sulej / Mateusz Chruściński          | Polen                  | 114,96 | 14 | 15 |
| 16                                | Krystyna Klimczak / Janusz Karweta          | Polen                  | 112,20 | 16 | 16 |
| 17                                | Jessica Crenshaw / Chad Tsagris             | Griechenland           | 108,09 | 18 | 17 |
| 18                                | Ekaterina Kostenko / Roman Talan            | Ukraine                | 103,97 | 17 | 18 |
| 19                                | Gabriela Čermanová / Martin Hanulák         | Slowakei               | 097,21 | 19 | 19 |
| Z                                 | Ekaterina Sokolova / Fedor Sokolov          | Israel                 |        | 20 |    |
| Nicht für das Finale qualifiziert |                                             |                        |        |    |    |
| 21                                | Nina Iwanowa / Filip Zalewski               | Bulgarien              | 032,44 | 21 |    |

- Z = Zurückgezogen

### Eistanz

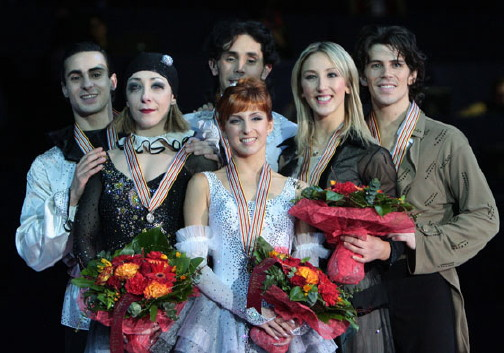
Podium der Eistänzer; von links: Faiella / Scali, Khokhlova / Novitski, Kerr / Kerr

| Platz                             | Sportler                               | Land                   | Pkt.   | PT | OT | K  |
| --------------------------------- | -------------------------------------- | ---------------------- | ------ | -- | -- | -- |
| 1                                 | Jana Chochlowa / Sergei Nowizki        | Russland               | 196,91 | 1  | 1  | 1  |
| 2                                 | Federica Faiella / Massimo Scali       | Italien                | 186,17 | 2  | 2  | 4  |
| 3                                 | Sinead Kerr / John Kerr                | Vereinigtes Königreich | 185,20 | 3  | 3  | 3  |
| 4                                 | Nathalie Péchalat / Fabian Bourzat     | Frankreich             | 184,84 | 4  | 4  | 2  |
| 5                                 | Anna Cappellini / Luca Lanotte         | Italien                | 172,67 | 7  | 6  | 5  |
| 6                                 | Pernelle Carron / Matthieu Jost        | Frankreich             | 168,03 | 6  | 5  | 7  |
| 7                                 | Anna Zadorozhniuk / Sergei Verbillo    | Ukraine                | 160,62 | 9  | 9  | 6  |
| 8                                 | Jekaterina Rubljowa / Iwan Schefer     | Russland               | 156,43 | 12 | 10 | 9  |
| 9                                 | Kristin Fraser / Igor Lukanin          | Aserbaidschan          | 156,00 | 11 | 11 | 10 |
| 10                                | Katherine Copely / Deividas Stagniūnas | Litauen                | 155,57 | 15 | 8  | 8  |
| 11                                | Alexandra Zaretski / Roman Zaretski    | Israel                 | 155,56 | 10 | 7  | 11 |
| 12                                | Carolina Hermann / Daniel Hermann      | Deutschland            | 146,00 | 14 | 15 | 12 |
| 13                                | Alla Beknazarova / Vladimir Zuev       | Ukraine                | 145,01 | 13 | 13 | 13 |
| 14                                | Caitlin Mallory / Kristian Rand        | Estland                | 139,03 | 19 | 16 | 14 |
| 15                                | Barbora Silná / Dmitri Matsjuk         | Österreich             | 138,46 | 17 | 14 | 19 |
| 16                                | Isabella Pajardi / Stefano Caruso      | Italien                | 138,10 | 18 | 17 | 15 |
| 17                                | Kamila Hájková / David Vincour         | Tschechien             | 137,87 | 16 | 19 | 16 |
| 18                                | Christina Chitwood / Mark Hanretty     | Vereinigtes Königreich | 134,98 | 20 | 18 | 17 |
| 19                                | Terra Findlay / Benoit Richaud         | Frankreich             | 131,23 | 21 | 20 | 20 |
| 20                                | Joanna Budner / Jan Mościcki           | Polen                  | 128,73 | 22 | 22 | 18 |
| 21                                | Leonie Krail / Oscar Peter             | Schweiz                | 122,19 | 23 | 23 | 21 |
| 22                                | Oxana Klimowa / Sasha Palomaki         | Finnland               | 120,61 | 24 | 21 | 22 |
| 23                                | Ksenia Shmirina / Egor Maistrov        | Belarus                | 110,85 | 25 | 24 | 23 |
| Z                                 | Nora Hoffmann / Maxim Zavozin          | Ungarn                 |        | 8  | 12 |    |
| Nicht für das Finale qualifiziert |                                        |                        |        |    |    |    |
| 25                                | Ina Demirewa / Juri Kurakin            | Bulgarien              | 048,46 | 26 | 25 |    |
| 26                                | Christa Goulakos / Bradley Yaeger      | Griechenland           | 045,28 | 27 | 26 |    |
| 27                                | Nadine Ahmed / Bruce Porter            | Aserbaidschan          | 042,08 | 28 | 27 |    |
| Z                                 | Oxana Domnina / Maxim Schabalin        | Russland               |        | 5  |    |    |

- Z = Zurückgezogen